# Корнелий I Бентивольо
Вижте пояснителната страница за други личности с името Корнелий Бентивольо.
Корнелий Бентивольо (на италиански: Cornelio Bentivoglio; * 1519, † 26 май 1585, Ферара, Папска държава) е маркиз на Гуалтиери (1579 – 1585). Инициира известната Рекултивация „Бентивольо“ – най-важната и рационална хидравлична рекултивация от 15 до 19 век в долната Паданска низина. 

## Произход
Той е син на Костанцо Бентивольо и на съпругата му Костанца Елена Рангони.

## Биография
През 1539 г. се жени за Леонарда д'Есте, дъщеря на Шипионе д'Есте. Следователно съпругата му е племенница на Мелиадузе д'Есте, незаконен син на маркиза на Ферара Николо III д’Есте.
През 1559 г. кралят на Франция Франсоа II го назначава за кралски наместник в Сиенската република.
През 1560 г. е призован във Франция и е обявен за рицар на Св. Михаил.
През 1566 г. получава управлението на земите на Гуалтиери като подарък в църквата „Свети Андрей“, за да може да се погрижи за възстановяването им, което вече е планирано през 1548 г. от Пелегрино Де Микели, земеделски администратор на Чезаре I Гонзага, херцог на Гуастала. Проектът е ревизиран от Джован Батиста Алеоти, известен като Арджента, и за неговото реализиране, в което са включени всички съседни общности, включително херцогствата Ферара, Гуастала, Мантуа и Парма.
През 1571 г. кара да построят камбанарията на църквата „Сети Андрей“.
На 1 юли 1573 г. се жени за Изабела Бендидио.
На 30 януари 1579 г. получава титлата „маркиз на Гуалтиери“ от херцога на Ферара Алфонсо II д'Есте по силата на приноса, даден в реализацията на тези произведения. Корнелий започва изграждането на новия град на Гуалтиери с намерението да го превърне в идеален град, според схемите на законите на перспективата на маниеристичното изкуство. Той също така построява свой благороден параклис, който по-късно се превръща в Колегиална църква „Санта Мария дела Неве“, с осмоъгълен план. За да отпразнува приключването на рекултивационните работи, иска да построи енорийска църква в района на Кампониеро, но проектът се задържа само година след смъртта му и е завършен от сина му Иполито.
Умира на 26 май 1585 г. във Ферара.

## Рекултивация „Бентивольо“
Рекултивацията е най-важната и рационална хидравлична рекултивация от 15 до 19 век в долната Паданска низина. Поръчан е от Корнелий I, който в средата на 16 век построява колектор, наречен Фиума, на територията на Гуалтиери, който захранва отпадъчните води в канала Пармиджана-Моля в местността Торионе ди Гуалтиери и продължава на изток , изхвърля водите в Секия в района на Бонданело ди Моля.
За да се създаде този канал, е необходимо да се мине под Кростоло със сифонен варел (наречен „Варел на Бентивольо), който е подземна зидана конструкция (от 1576 г.) с дължина 76 метра и с два участъка с размери 2,55 на 2,20 метра. Съоръжението, изградено за едно лято, все още работи много добре. Следователно каналът „Пармиджана-Моля“ е ключът към отводняването на водите на цялата територия. Въпреки това така желаната рекултивация все още не е постигната напълно, тъй като въпреки че има главен колектор, почти цялата инфраструктура и мрежата за пренасяне на водата към канала и следователно в Секия, липсват.
От времето на маркиз Бентивольо се образуват спонтанни сдружения със задачата да създадат приноси за рекултивационни съоръжения. Те се наричат братства, а по-късно конгрегации.

## Брак и потомство
Жени се два пъти:
∞ 1. 1539 за Леонарда д’Есте, дъщеря на Шипионе д'Есте, от която има двама сина и една дъщеря:
- Анибале Бентивольо (* 1547, † 25 май 1569)[5];
- Иполит I Бентивольо (* 1549, † 1619), 2-ри маркиз на Гуалтиери (1585 – 1619), ∞ за Витория Чибо-Маласпина;
- Маргарита Бентивольо († 18 септември 1581[6]), ∞ за Алфонсо Турки, маркиз на Ариано; посветен й е на погребален мадригал от Торкуато Тасо;

∞ 2. 1 юли 1573 за Изабела Бендидио (* 13 септември 1546, Ферара, † сл. 1610), певица и аристократка, от която има шест сина и една дъщеря:
- Анибале Бентивольо (* ок. 1575, † 1595 в битка във Фландрия);
- Джовани Бентивольо (* 1576, † 1610), рицар на Малтийския орден от 1582 г., военен на служба в Испания;
- Енцо Бентивольо (* 1578, † 1639), 3-ти маркиз на Гуалтиери (1619 – 1634) и впоследствие маркиз на Скандиано (1634  – 1639), ∞ за Катерина Мартиненго;
- Гуидо Бентивольо (* 1579, † 1644), кардинал на Светата римска църква;
- Син (* 1582)
- Син (* 1583);
- Джиневра Бентивольо († 28 септември[8] 1651), ∞ 1. 1604 за Пио I Торели д'Арагона Висконти, граф на Монтекиаруголо 2. 1618 за Маркантонио Мартиненго, господар на Ураго д'Ольо.